# Le Revest-les-Eaux
Pour les articles homonymes, voir Revest.
Le Revest-les-Eaux [lə ʁəvɛst le.z‿o] est une commune française située dans le département du Var en région Provence-Alpes-Côte d'Azur, limitrophe de Toulon.

## Géographie

### Localisation
Cette commune est située au nord de Toulon (dont elle est limitrophe), et dont elle est séparée par le mont Faron, d'une altitude de 584 m.
C’est une commune qui s’étend sur une superficie de 2 400 hectares de nature en grande partie protégée.

### Sismicité
La commune se trouve dans une zone de sismicité faible.

### Géologie et relief
Le vieux village s’est bâti sur le rocher, au pied de la tour dite médiévale. Orientées principalement vers l’ouest et le sud, les maisons s’enroulent autour de quatre rues reliées entre elles par des traverses.
Dominant la vallée de Dardennes, Le Revest, séparée de la mer par le mont Faron (584 m d’altitude) rayonne vers le mont Caume (804 m d’altitude), le Grand Cap, le mont Combe et le mont Coudon.
La commune est parcourue par un réseau de sentiers entretenus et balisés qui permet de très nombreuses promenades et randonnées. Le GR 99 relie Toulon aux gorges du Verdon et permet d’atteindre Signes en passant par le plateau de Siou-Blanc. Quant au GR 51, il traverse la commune d’ouest en est, des Marlets aux Olivières puis au château de Tourris.

### Hydrographie et les eaux souterraines

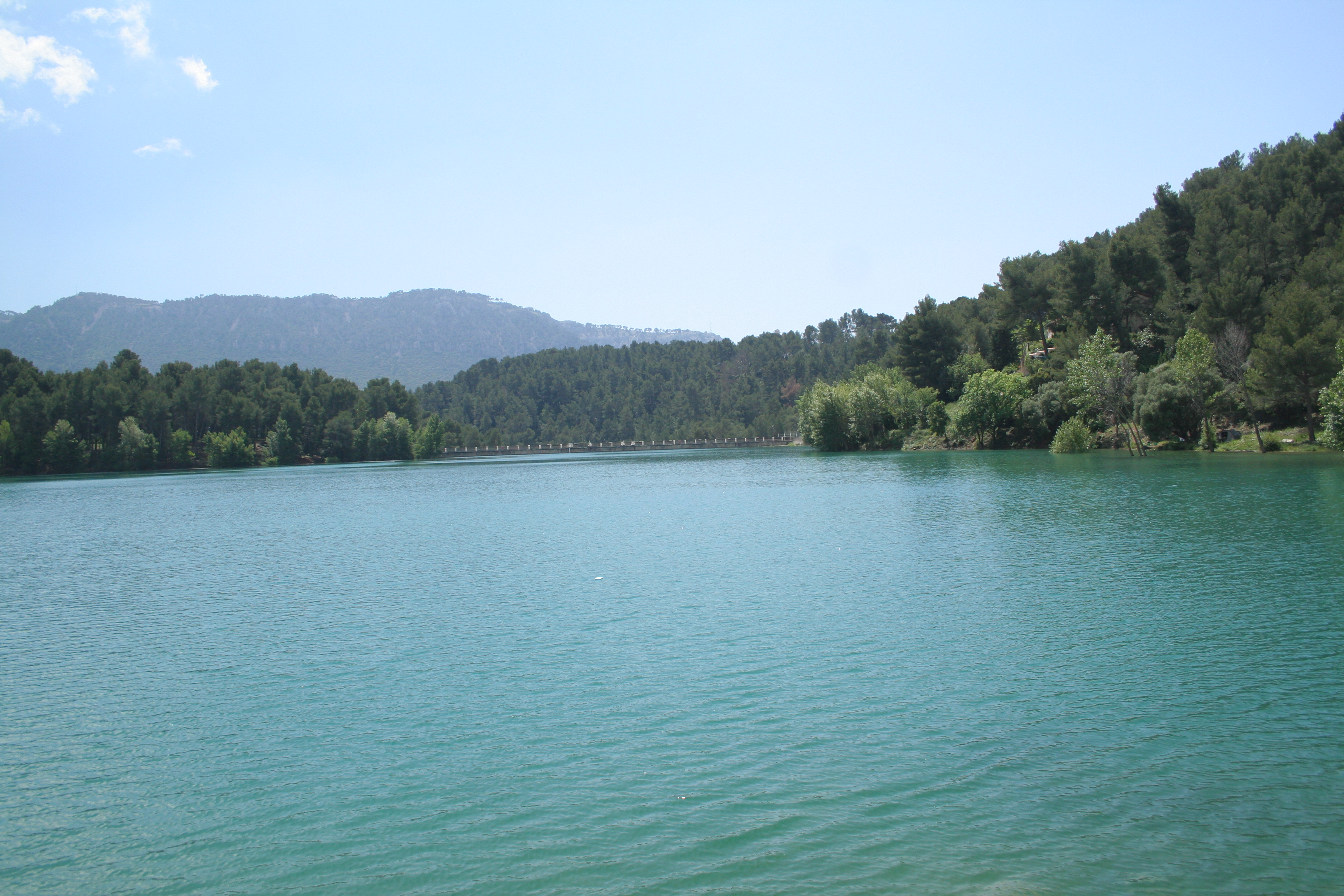
Retenue du Revest-les-Eaux.

Cours d'eau sur la commune ou à son aval :
- Le lac[3], créé par un barrage datant de 1912[4], est alimenté par plusieurs sources noyées sous les eaux de la retenue (la Foux, le Figuier, les Platanes, le Rabas, le Rérabas...). Quelques centaines de mètres en amont se situe le Ragas qui est une résurgence de type vauclusien (c'est une cheminée d'équilibre, où les eaux remontent de plusieurs mètres, pendant les périodes de crue, pour se déverser dans la retenue). Les plongeurs ont pu explorer le gouffre jusqu'à 151 m de profondeur[5].

Les eaux sont issues du massif karstique de Siou Blanc (prouvé par opération de traçage). Ce système hydrologique alimente en eau potable la ville chef-lieu du Revest et la commune en général ainsi qu'une partie des habitants de la commune de Toulon.
- Source Le Ray.
- Source de la Ripelle[7].
- Prise d'eau dans le barrage de Dardennes[8],[9].
- La commune bénéficie de la station d'épuration de Toulon Ouest - Cap Sicié de 500 000 Équivalent-habitant[10].

### Climat
Pour des articles plus généraux, voir Climat de Provence-Alpes-Côte d'Azur et Climat du Var.
En 2010, le climat de la commune est de type climat méditerranéen franc, selon une étude du Centre national de la recherche scientifique s'appuyant sur une série de données couvrant la période 1971-2000. En 2020, Météo-France publie une typologie des climats de la France métropolitaine dans laquelle la commune est exposée à un climat méditerranéen et est dans la région climatique  Provence, Languedoc-Roussillon, caractérisée par une pluviométrie faible en été, un très bon ensoleillement (2 600 h/an), un été chaud (21,5 °C), un air très sec en été, sec en toutes saisons, des vents forts (fréquence de 40 à 50 % de vents > 5 m/s) et peu de brouillards. 
Pour la période 1971-2000, la température annuelle moyenne est de 14,6 °C, avec une amplitude thermique annuelle de 15 °C. Le cumul annuel moyen de précipitations est de 823 mm, avec 5,2 jours de précipitations en janvier et 1,4 jours en juillet. Pour la période 1991-2020, la température moyenne annuelle observée sur la station météorologique de Météo-France la plus proche, « Toulon », sur la commune de Toulon à 6 km à vol d'oiseau, est de 16,7 °C et le cumul annuel moyen de précipitations est de 633,4 mm. 
La température maximale relevée sur cette station est de 40,1 °C, atteinte le 7 juillet 1982 ; la température minimale est de −9 °C, atteinte le 2 février 1956,,. 
Les paramètres climatiques de la commune ont été estimés pour le milieu du siècle (2041-2070) selon différents scénarios d'émission de gaz à effet de serre à partir des nouvelles projections climatiques de référence DRIAS-2020. Ils sont consultables sur un site dédié publié par Météo-France en novembre 2022.

### Voies de communications et transports

#### Voies routières
La commune est desservie par la D46, qui relie Toulon à Hyères par la face nord du Mont Faron. Avec cette route, le Revest-les-Eaux peut être atteint soit avec la Route nationale 8, soit via l'A50;  15a : Toulon Ouest/Le Revest, ou bien depuis l'A8;  5/5a/5b La Bigue.

#### Transports en commun

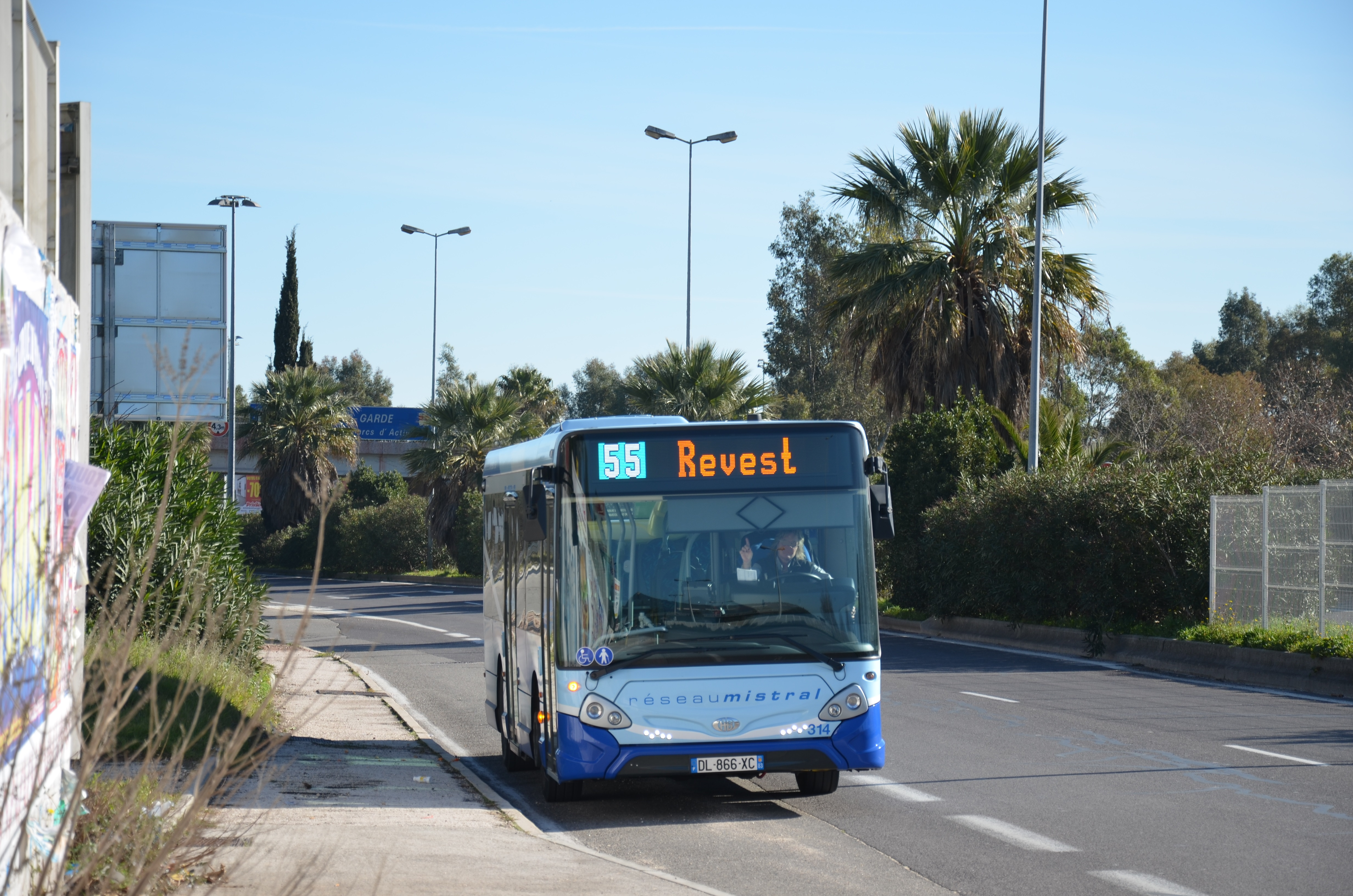
Ligne 55 à son terminus de La Valette

- Ligne 55 à son terminus de La ValetteTransport en Provence-Alpes-Côte d'Azur.
- Réseau Mistral, service de transports en commun de la Métropole TPM dont le Revest-les-Eaux fait partie. Les lignes desservant la commune sont les lignes 6 et 55, auxquels s'ajoutent les appels-bus 50, 51 et 52.

#### Lignes SNCF
- Gare de Marseille-Saint-Charles,
- Gare de Nice-Ville,
- Gare de Toulon.

#### Transports aériens
Les aéroports les plus proches sont :
- Aéroport de Marseille Provence
- Aéroport de Toulon-Hyères
- Aéroport de Nice-Côte d'Azur

## Urbanisme

### Typologie
Au 1er janvier 2024, Le Revest-les-Eaux est catégorisée ceinture urbaine, selon la nouvelle grille communale de densité à sept niveaux définie par l'Insee en 2022.
Elle appartient à l'unité urbaine de Toulon, une agglomération inter-départementale regroupant 27  communes, dont elle est une commune de la banlieue,,. Par ailleurs la commune fait partie de l'aire d'attraction de Toulon, dont elle est une commune de la couronne,. Cette aire, qui regroupe 35 communes, est catégorisée dans les aires de 200 000 à moins de 700 000 habitants,.

### Occupation des sols
L'occupation des sols de la commune, telle qu'elle ressort de la base de données européenne d’occupation biophysique des sols Corine Land Cover (CLC), est marquée par l'importance des forêts et milieux semi-naturels (78,5 % en 2018), en diminution par rapport à 1990 (85,8 %). La répartition détaillée en 2018 est la suivante : 
milieux à végétation arbustive et/ou herbacée (40,4 %), forêts (24,5 %), espaces ouverts, sans ou avec peu de végétation (13,6 %), zones urbanisées (8 %), zones industrielles ou commerciales et réseaux de communication (5,7 %), mines, décharges et chantiers (5,1 %), zones agricoles hétérogènes (2,8 %). L'évolution de l’occupation des sols de la commune et de ses infrastructures peut être observée sur les différentes représentations cartographiques du territoire : la carte de Cassini (XVIIIe siècle), la carte d'état-major (1820-1866) et les cartes ou photos aériennes de l'IGN pour la période actuelle (1950 à aujourd'hui).

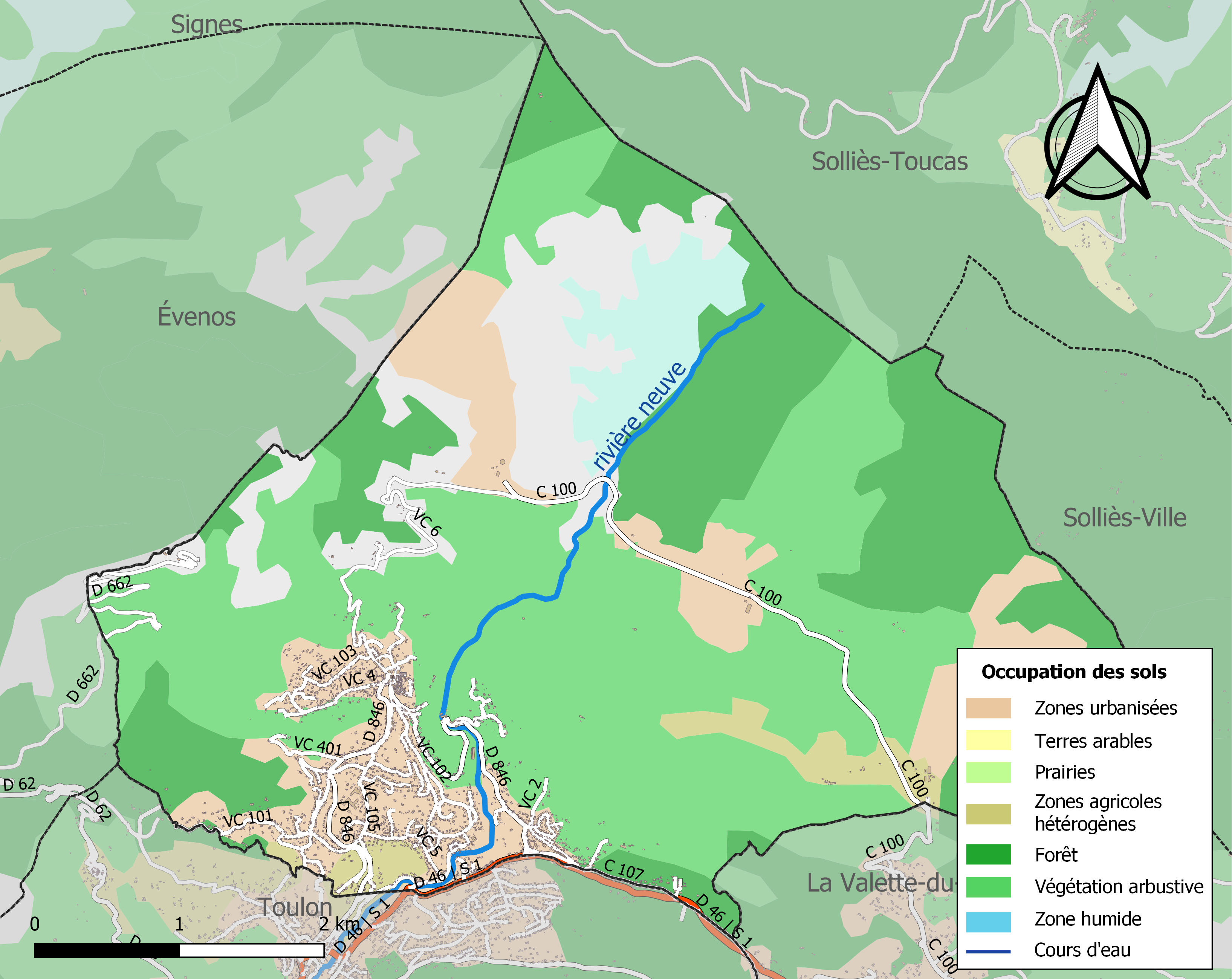
Carte des infrastructures et de l'occupation des sols de la commune en 2018 (CLC).

Commune dotée d'un plan local d'urbanisme, dont la dernière procédure a été approuvée le 03 juin 2013 et qui bénéficie du schéma de cohérence territoriale (SCOT) de Provence Méditerranée.

## Intercommunalité
Commune membre de la Métropole Toulon Provence Méditerranée.

## Économie

### Revenus de la population et fiscalité
En 2010, le revenu fiscal médian par ménage était de 39 234 €, ce qui plaçait Le Revest-les-Eaux au 2 897e rang parmi les 31 525 communes de plus de 39 ménages en métropole et au premier rang du département du Var.

### Budget et fiscalité 2020
En 2020, le budget de la commune était constitué ainsi :
- total des produits de fonctionnement : 4 230 000 €, soit 1 070 € par habitant ;
- total des charges de fonctionnement : 4 114 000 €, soit 1 041 € par habitant ;
- total des ressources d'investissement : 769 000 €, soit 195 € par habitant ;
- total des emplois d'investissement : 585 000 €, soit 143 € par habitant ;
- endettement : 36 €, soit 9 € par habitant.

Avec les taux de fiscalité suivants :
- taxe d'habitation : 9,80 % ;
- taxe foncière sur les propriétés bâties : 23,20 % ;
- taxe foncière sur les propriétés non bâties : 48,05 % ;
- taxe additionnelle à la taxe foncière sur les propriétés non bâties : 0 % ;
- cotisation foncière des entreprises : 0 %.

Chiffres clés Revenus et pauvreté des ménages en 2018 : médiane en 2018 du revenu disponible, par unité de consommation : 25 800 €.

### Entreprises et commerces

#### Agriculture
- Agriculteurs - éleveurs.

#### Tourisme
- Meublés de tourisme.
- Réseau de 67 associations d'animation locale[29].

#### Commerces et services
- Artisanat[30].
- Commerces et services de proximité[31].

## Toponymie
Le nom du village, tel qu’il apparaît la première fois en 1200 (de Revesteto), est tiré de l’occitan revèst, variante de revers, et désignant un site exposé au nord.
Le Revest-les-Eaux s'écrit en occitan provençal Lo Revèst leis Aigas selon la norme classique et Lou Revest leis Aigo selon la norme mistralienne.

## Histoire
Peu avant la Révolution française, l'agitation monte. Outre les problèmes fiscaux présents depuis plusieurs années, la récolte de 1788 avait été mauvaise et l’hiver 1788-89 très froid. L’élection des États généraux de 1789 avait été préparée par celles des États de Provence de 1788 et de janvier 1789, ce qui avait contribué à faire ressortir les oppositions politiques de classe et à provoquer une certaine agitation. C’est au moment de la rédaction des cahiers de doléances, fin mars, qu’une vague insurrectionnelle secoue la Provence. Une émeute se produit au Revest le 25 mars. Dans un premier temps, la réaction consiste dans le rassemblement d’effectifs de la maréchaussée sur place. Puis des poursuites judiciaires sont diligentées, mais n’aboutissent pas, la prise de la Bastille comme les troubles de la Grande peur provoquant, par mesure d’apaisement, une amnistie début août.
Au début du XXe siècle, la commune est surnommée « La petite Suisse varoise ».
Beaucoup de poètes et de peintres ont visité la ville, comme Eugène Baboulène, Pietro Santi Bartoli ou Charles Dufresne.

## Politique et administration

### Liste des maires
| Période                                  | Période               | Identité                 | Étiquette            | Qualité |
| ---------------------------------------- | --------------------- | ------------------------ | -------------------- | --- |
| Les données manquantes sont à compléter. |                       |                          |                      | |
| 1904                                     | 1906                  | Joseph Hermitte          |                      | |
| 1906                                     | 1916                  | Pierre François Meiffret |                      | |
| 1917                                     | 1925                  | Eugène Chaix             |                      | |
| 1926                                     | 1935                  | Marius Cadière           |                      | |
| 1935                                     | 1941                  | Pierre Paul Meiffret     |                      | |
| 1941                                     | 1945                  | Carence                  |                      | En 1941, Pierre Paul Meiffret démissionne, mais continue à faire office de maire. Officiellement, la commune du Revest n'aura pas de maire entre cette démission et l'élection de 1945. |
| mai 1945                                 | mars 1959             | Pascal Simonetti         | SFIO                 | Retraité de la Marine nationale, résistant Réélu en 1947 et 1953 |
| mars 1959                                | mars 1971             | Alphonse Sauvaire        | DVG                  | Réélu en 1965 |
| mars 1971                                | décembre 1995 (décès) | Charles Vidal            | PS puis DVG          | Réélu en 1977, 1983, 1989 et 1995 |
| janvier 1996                             | mars 2001             | Jeannine Fenassile       | DL                   | |
| mars 2001                                | en cours              | Ange Musso               | UMP-LR puis Horizons | Juriste Conseiller général du canton de La Valette-du-Var (2011 → 2015) 8e vice-président de Toulon Provence Méditerranée (2008 → ) Réélu en 2008, 2014, 2020                           |

## Population et société

### Démographie

#### Évolution démographique
L'évolution du nombre d'habitants est connue à travers les recensements de la population effectués dans la commune depuis 1793. Pour les communes de moins de 10 000 habitants, une enquête de recensement portant sur toute la population est réalisée tous les cinq ans, les populations de référence des années intermédiaires étant quant à elles estimées par interpolation ou extrapolation. Pour la commune, le premier recensement exhaustif entrant dans le cadre du nouveau dispositif a été réalisé en 2005.

En 2022, la commune comptait 4 046 habitants, en évolution de +6,14 % par rapport à 2016 (Var : +4,98 %, France hors Mayotte : +2,11 %).
| 1793 | 1800 | 1806 | 1821 | 1831 | 1836 | 1841 | 1846 | 1851 |
| ---- | ---- | ---- | ---- | ---- | ---- | ---- | ---- | ---- |
| 503  | 562  | 650  | 703  | 663  | 756  | 669  | 742  | 700  |

| 1856 | 1861 | 1866 | 1872 | 1876 | 1881 | 1886 | 1891 | 1896 |
| ---- | ---- | ---- | ---- | ---- | ---- | ---- | ---- | ---- |
| 766  | 750  | 741  | 641  | 639  | 552  | 567  | 558  | 539  |

| 1901 | 1906 | 1911 | 1921 | 1926 | 1931 | 1936 | 1946 | 1954  |
| ---- | ---- | ---- | ---- | ---- | ---- | ---- | ---- | ----- |
| 496  | 502  | 792  | 522  | 536  | 575  | 696  | 894  | 1 080 |

| 1962  | 1968  | 1975  | 1982  | 1990  | 1999  | 2005  | 2006  | 2010  |
| ----- | ----- | ----- | ----- | ----- | ----- | ----- | ----- | ----- |
| 1 478 | 1 659 | 1 688 | 2 055 | 2 704 | 3 441 | 3 664 | 3 677 | 3 693 |

| 2015  | 2020  | 2022  | - | - | - | - | - | - |
| ----- | ----- | ----- | - | - | - | - | - | - |
| 3 794 | 4 011 | 4 046 | - | - | - | - | - | - |

### Enseignement
Établissements d'enseignements :
- écoles maternelles et primaire ;
- collèges à La Valette-du-Var, Toulon et Ollioules ;
- lycées à Toulon et Ollioules.

### Santé
Professionnels et établissements de santé :
- pharmacie[45] ;
- centre de soins Les Collines du Revest[46] ;
- médecins au Revest-les-Eaux, Toulon, Ollioules[47] ;
- Centre hospitalier intercommunal Toulon-La Seyne-sur-Mer ;
- Hôpital d'instruction des armées Sainte-Anne à Toulon.

### Cultes
Culte catholique, paroisse Saint—Pierre et Saint-Christophe, diocèse de Fréjus-Toulon.

## Lieux et monuments
Patrimoine religieux :

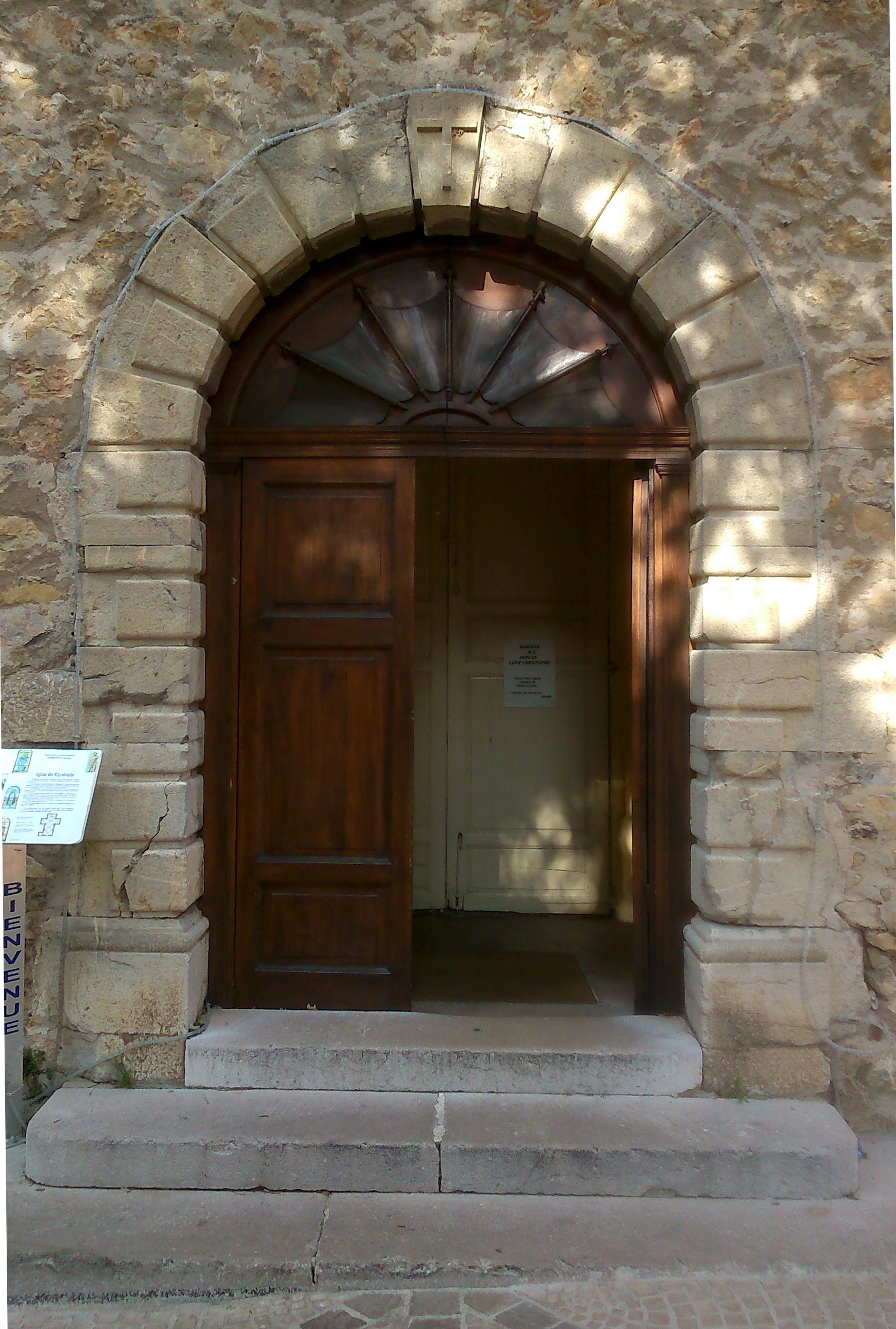
Église-Saint Christophe, portail sud.

- L'église Saint-Christophe, achevée au XVIIe siècle[49],
- Monuments aux morts[50],[51].
- Chapelles :
  - Sainte Rose[52],
  - Saint-André[53],
  - du château de Tourris,
- Ermitage copte orthodoxe Saint-Marc (Fontanieu)[54].

Patrimoine civil :
- Le village historique originel qui domine la ville du Revest,
- Le château du Revest, dit du Roi-René, construit en 1578[55],
- Le pigeonnier, perché sur un bloc de grès dominant le quartier des Arrosants, drastiquement rénové en 2008
- Le Cabinet des monnaies (fermé définitivement),
- Le Musée copte oriental et occidental[56],
- La maison des Comoni[57] où sont programmées tout au long de l’année pièces de théâtre, variétés, expositions de peinture en hommage à tous les peintres venus s’installer pour travailler au Revest,

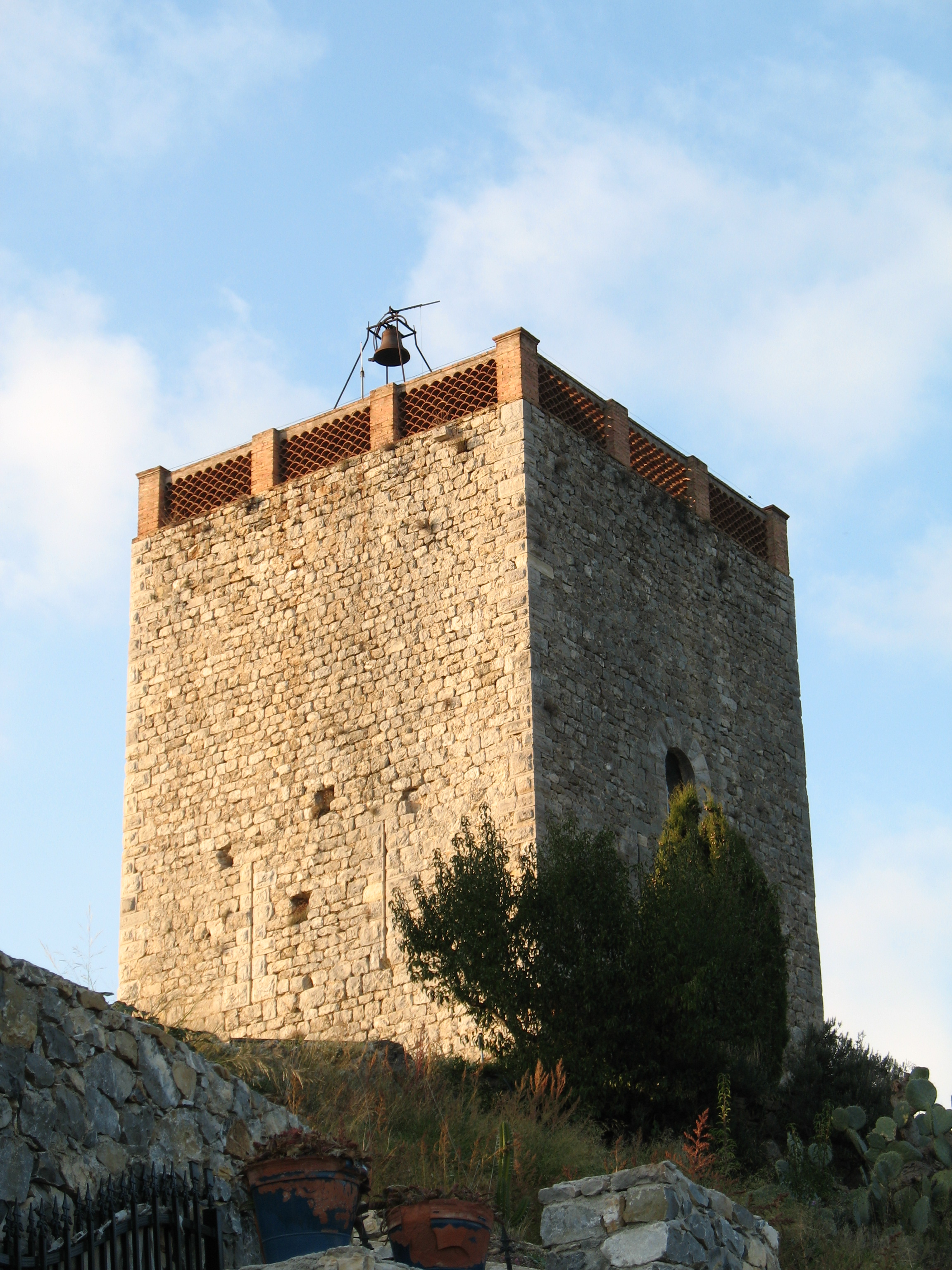
Tour du village.

- Le château de Dardennes, fin XIIIe début XIVe[58],[59]. Le château de Dardennes est un imposant édifice carré de 30 mètres de côté, avec une cour intérieure de 12 mètres sur 12 dominée par un platane. La construction est située dans une boucle du Las au dessus de la Salle Verte. Elle est accrochée aux jardins et aux terrasses qui dominent l'ancien martinet à poudre et l’ancien chemin royal de Toulon. C'est un exemple assez typique des châteaux provençaux, avec un grand vestibule, des communs intégrés à la maison et les pièces nobles au premier étage. On ne connaît pas les origines précises de la construction du château de Dardennes qui apparaît pour la première fois dans les textes au début du XIVe siècle.   L'analyse architecturale du bâtiment permet néanmoins de mieux comprendre les différentes étapes de la construction de la maison et ses usages successifs. On note en particulier la présence d'une tour dite « sarrasine » du XIIIe identique à celle qui domine le village du Revest. L'ensemble actuel, tel qu'il se présente, a peu évolué depuis trois siècles. Il correspond peu ou prou à la restauration complète du château qui eut lieu dans les années 1730, après l'explosion du martinet à poudre en 1684 et le siège de Toulon de 1707, deux événements qui avaient fortement endommagé la construction. Pour marquer cette campagne de travaux, la date de 1730 est inscrite sur la clef de voûte de l'arc en plein cintre en pierre qui sépare le vestibule du grand escalier.[Interprétation personnelle ?]
- Tour[60] médiévale, aussi appelé Tour sarrasine ou Tour revestoise[61], datant du XIIIe siècle, restaurée au XVIIIe siècle[4].
- Le château de Tourris, construit au début du XVIe siècle, avec ses dépendances et sa chapelle, au vocable Saint-Jean-Baptiste, construite en 1710.
- Le château de La Ripelle. Le domaine de la Ripelle est mentionné pour la première fois dans les registres du cadastre foncier du Revest en 1818. L'ensemble foncier appartient alors à monsieur de Gantes et est composé « de jardins, d'un bastidon, d'une bastide avec moulin à huile, patège et écuries ». En 1842, une bergerie et une vanade, aire à vanner le blé, sont ensuite ajoutées au nord de la propriété. En 1856, le domaine est déclaré au nom de Louis Charles Fabre, ce qui indique une mutation par vente, mariage ou succession. Il reste dans la même famille jusqu'en 1960, date à laquelle il est vendu dans sa totalité[62].

Le Groupe Mornay achète uniquement le château et l'aménage en hôtel pour y accueillir ses anciens cadres.  Aujourd'hui, le château et son parc appartiennent au conseil général du Var et les terres à l'alentour à la communauté d'agglomération Toulon Provence Méditerranée.  Le château de la Ripelle fut un des lieux du Festival de théâtre du Revest.
- La grotte du Lauron ou Loirion, habitat préhistorique[65],[66].

## Personnalités liées à la commune
- Eugène Baboulène[67] (1905-1994), peintre et lithographe figuratif
- Fabien Baïardi[68], acteur
- Francis Carco[69] (1886-1958), écrivain, poète, journaliste et parolier
- Philippe Chabaneix[70] (1898-1982), poète
- Albert Decaris (1901-1988), peintre, décorateur et graveur français, « citoyen d'été » du Revest-les-Eaux de 1930 à 1988[71]
- Sylvain Martin (né en 1979 au Revest[72], joueur de rugby ayant évolué au Rugby Club Toulonnais
- Frédéric Meyrieu (né en 1968 à La Seyne-sur-Mer), footballeur français, ayant effectué son parcours junior au Revest.
- George Sand (1804-1876), romancière, dramaturge, épistolière, critique littéraire et journaliste française,  viendra cinq fois au Revest[73]
- Pierre Trofimoff (1925-1996), peintre de la Provence[74]
- Léon Vérane (1886-1954), poète français[75].

## Héraldique
| Blason de Le Revest-les-Eaux | Blason  | D'azur aux six étoiles d'or ordonnées 3, 2 et 1. |
| Blason de Le Revest-les-Eaux | Détails | Le statut officiel du blason reste à déterminer. |